# Parroquia Tácata
Parroquia Tácata, es un sector del Estado Miranda, Venezuela. Se encuentra específicamente en la región de los Valle del Tuy al sur del municipio Guaicaipuro. En épocas de la colonia esto se conocía como Valles de Tácata. Principalmente la actividad económica de está parroquia es la agricultura. La palabra Tacaca proviene del lenguaje de los indios caribes, la cual significa Taca, Bosque Adentro y Ta, lugar.somos un pueblo de amor y felicidad

## Historia
Una de las primeras referencias de Tácata se encuentra en las crónicas de Oviedo y Baños, quien refiere que en 1574 el teniente español Francisco Calderón junto a 80 soldados entró al Valle de Salamanca (hoy conocido como los Valles del Tuy) partiendo del Valle de Tácata. Calderón y sus subordinados recorrerían las orillas del río Tuy hasta llegar a Súcuta (hoy conocida como Ocumare del Tuy). En su periplo, los españoles fueron atacados por los tácatas -tribu de la región-, lo que ocasionó la respuesta de los españoles para someterlos.
Según el propio Oviedo y Baños, en los Valles de Tácata nació el cacique Yoraco. Las crónicas refieren que este líder indígena se había enfrentado con valentía a los españoles. Yoraco se distinguía por un collar de piedras azules, que según la leyenda le hacía invencible: había recibido varias heridas y no sangraba. Sin embargo en un enfrentamiento con Garci González de Silva el collar se rompió y Yoraco cayó vencido (1575).
Otros caciques de la región en la época de la conquista fueron Parayauta, Araguare y Camaco.
Fue fundada el 15 de abril de 1709 por Frai Manuel De Aleson.
Es el lugar de nacimiento de Carlos Rafael Romero Bogado, nacido el 01/01/1928, hijo ilustre por sus conocimientos de la historia de Tácata
En 1748 pasó a ser parroquia eclesiástica bajo el patronato de San José.
Para el 2009, cuenta con 4266 habitantes.

## Principales comunidades
- El Marquez I.
- El Marquez II.
- El Degredo.
- El Calanche.
- Sabaneta.
- Onoto
- Centro del Pueblo.
- Pueblo Abajo.
- El Trapiche.
- Tácata Arriba.
- Capayita.
- Buenos Aires.
- Santa Rita.
- El Puente de los Cujies.

## Sitios de interés
- Templo San José de Tácata.
- Busto de Yoraco.

### Personajes
Uno de los mayores exponentes del joropo tuyero, Fulgencio Aquino, nació en el caserío de Sabaneta en 1915. Aquino es conocido por su destreza en la ejecuión del arpa tuyera y por sus dotes como compositor.
También es natural de Tácata el escritor Rafael Rivero Oramas, quien dedicó su producción literaria a los niños con historias protagonizadas por Tío Tigre y Tío Conejo. Pionero de la radiodifusión venezolana y creador del personaje inolvidable: Tío Nicolás.
Es el lugar de nacimiento de Carlos Rafael, Romero Bogado, nacido el 01/01/1928, hijo ilustre por sus conocimientos de la historia de Tacata

### Actualidad
El pueblo cuenta con un modulo Policial, IAPEM, el ambulatorio Rural Tàcata II, el colegio  "Calazàn Herrera" y el liceo "Monseñor Pèrez Leòn".